# Heroina isonycterina
Heroina isonycterina är en fiskart som beskrevs av Kullander, 1996. Heroina isonycterina ingår i släktet Heroina och familjen Cichlidae. Inga underarter finns listade i Catalogue of Life.